# Anisognathus melanogenys
Az Anisognathus melanogenys a madarak osztályának verébalakúak (Passeriformes) rendjébe és a tangarafélék (Thraupidae) családjába tartozó faj.

## Rendszerezése
A fajt Osbert Salvin és Frederick DuCane Godman írták le 1880-ban, a Poecilothraupis nembe Poecilothraupis melanogenys néven.

## Előfordulása
Dél-Amerika északi részén, Kolumbia területén, a Sierra Nevada de Santa Marta hegységben honos. Természetes élőhelyei a szubtrópusi és trópusi hegyi erdők és magaslati cserjések. Állandó, nem vonuló faj.

## Megjelenése
Testhossza 18 centiméter.

## Életmódja
Gyümölcsökkel táplálkozik, valószínűleg rovarokat is fogyaszt.

## Természetvédelmi helyzete
Elterjedési területe kicsi és az egyedszáma is csökken, de még nem éri el a kritikus szintet. A Természetvédelmi Világszövetség Vörös listáján nem fenyegetett fajként szerepel.